# Schalenwelt
Eine Schalenwelt (von englisch Shellworld) ist eine von mehreren Arten von hypothetischen Megastrukturen:
- Ein Planet oder ein Planetoid, der in eine Reihe von konzentrischen Matrjoschka-Puppen-ähnlichen Schichten verwandelt wurde, die von massiven Stützen getragen werden. Eine solche Schalenwelt spielt eine wichtige Rolle in Iain Banks’ Roman Sphären (Originaltitel englisch Matter).

Orbitaler Ring in Kombination mit Verbindungsliften zur Erdoberfläche

- Eine Megastruktur, die aus mehreren Schichten von Schalen besteht, die durch orbitale Ringe übereinander aufgehängt sind, unterstützt durch eine hypothetische Massenstromtechnologie. Diese Art von Schalenwelt kann theoretisch über jeder Art von stellarem Körper aufgehängt werden, einschließlich Planeten, Gasriesen, Sternen und Schwarzen Löchern. Die massivste Art der Schalenwelt könnte um supermassive Schwarze Löcher im Zentrum von Galaxien gebaut werden.
- Eine aufgeblasene Umhüllung, die Luft mit hohem Druck um eine ansonsten luftlose Welt hält, um eine atembare Atmosphäre zu schaffen. Der Druck der enthaltenen Luft unterstützt dabei das Gewicht der Hülle.[4]
- Völlig hohle Schalenwelten können auch in planetarischem oder größerem Maßstab allein durch eingeschlossenes Gas geschaffen werden, auch Blasenwelten oder Gravitationsballons genannt, solange der Außendruck des eingeschlossenen Gases die Gravitationskontraktion der gesamten Struktur ausgleicht, was zu keiner Nettokraft auf die Schale führt. Die Skala ist nur durch die Masse des eingeschlossenen Gases begrenzt; die Hülle kann aus jedem weltlichen Material bestehen und die Schale kann auf der Außenseite eine zusätzliche Atmosphäre aufweisen.[5][6]